# Sierra de Ramón
La sierra de Ramón, también llamada serranía de Ramón, es una cadena montañosa ubicada en la Cordillera de los Andes, al oriente de la ciudad de Santiago, la capital de Chile. Recibe su nombre del general de los Reales Ejércitos Alonso García Ramón, gobernador y capitán general del Reino de Chile.

## Ubicación
La sierra de Ramón se ubica en la Región Metropolitana de Santiago y tiene una extensión de 25 kilómetros en el sentido norte-sur, 12 kilómetros en el sentido este-oeste y un área aproximada de 30 000 hectáreas, sus límites son el río Mapocho por el norte, el río Maipo por el sur, la ciudad de Santiago por el oeste y los esteros Covarrubias y El Manzano por el este. Tiene varias cumbres que sobrepasan los 3000 m s. n. m. y su altitud máxima es de 3253 m s. n. m. en la cima del cerro de Ramón. Sus faldeos están a una altitud de entre 750 y 1000 m s. n. m., en las comunas de Lo Barnechea, Las Condes, La Reina, Peñalolén, La Florida, Puente Alto y San José de Maipo.
La sierra de Ramón es la cadena montañosa más cercana a Santiago, siendo su travesía una excursión muy recurrida por los montañistas de Santiago. En invierno es habitual encontrarla nevada, razón, que junto a su cercanía a la ciudad, la ha convertido en una salida habitual para los montañistas que desean experimentar las condiciones típicas de la alta montaña. Para su ascensión es necesario estar familiarizado en el uso de crampones y piolet. En verano, por el contrario, es un lugar sumamente árido y caluroso, lo que convierte su ascensión en una excursión muy agotadora pero de excelente entrenamiento.

## Edad y formación

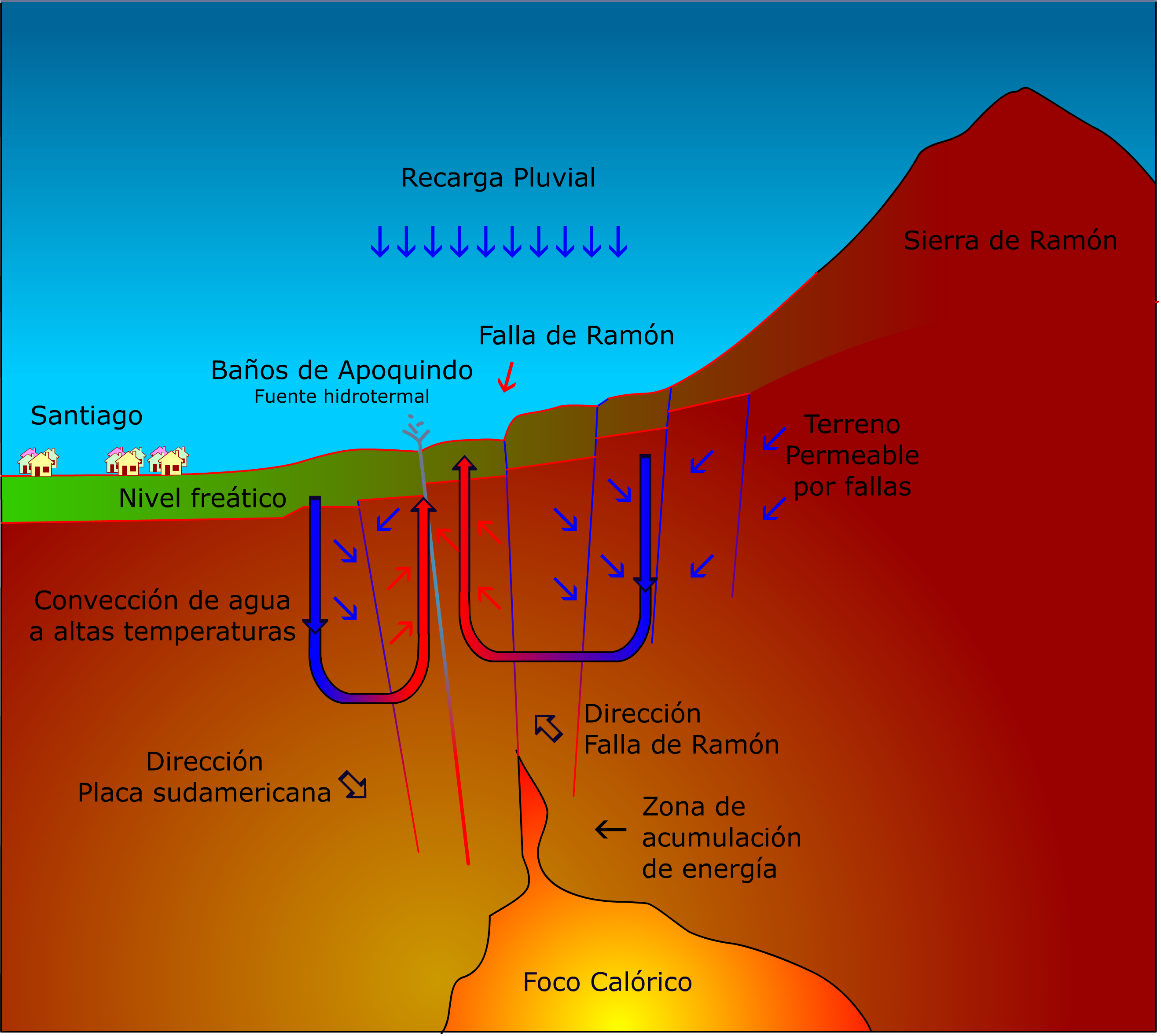
La placa Sudamericana genera una zona de acumulación de energía, cuando esta se libera levanta la sierra de Ramón. Esta misma energía genera fuentes hidrotermales, el agua de las lluvias se filtra desde el nivel freático en el terreno fracturado y permeable por las fallas verticales, baja hasta una zona de acumulación de energía donde se calienta, y luego sube producto de su alta temperatura por fisuras emanando como una fuente hidrotermal.

La sierra de Ramón tiene una edad de entre 1,8 y 2 millones de años y comenzó su proceso de formación por orogénesis hace más de 10 millones de años, cuando aparece la Falla de Ramón, que actúa en un sentido vertical, levantando toda la sierra a una razón de 0,02 mm/año. Esta falla surge como parte de los procesos tectónicos que llevaron al levantamiento de la cordillera de los Andes y que está permanentemente actuando cada vez que ocurren grandes desplazamientos de la placa de Nazca bajo la placa Sudamericana, generándose zonas de acumulación de energía en esta última, que son liberados en la falla de Ramón. 
La actividad de esta falla quedó de manifiesto el 27 de noviembre de 2010, cuando se registró un sismo de 4,7° Richter con epicentro en una zona residencial de San Carlos de Apoquindo a 101,2 kilómetros de profundidad.

## Cuencas hidrográficas
Durante el período de deshielos la sierra de Ramón forma numerosos esteros, algunos que duran unos pocos meses, y otros más caudalosos que duran todo el año. Estos esteros forman cuatro cuencas relevantes; la primera es el valle de los Quillayes o quebrada de Ramón, formada por los cerros de Ramón, La Cruz y los Rulos; la segunda es la quebrada de Macul formada por los cerros de Ramón, el Abanico y Punta de Damas; la tercera del estero el Manzano, formada por los cerros de Ramón y Torrecillas; y la cuarta cuenca es la del estero Covarrubias, formada por los cerros Provincia y La Cruz. 
De las quebradas más pequeñas, se pueden mencionar la de Quinchamalí y Vallecito que drenan en el río Mapocho; la Peñalolén, Nido de Águilas y Caballero del Montaña que drenan en el canal Las Perdices; y la quebrada de Apoquindo que drena en el canal el Bollo.

## Atractivos naturales
Por su majestuosidad e imponente presencia, esta sierra se puede apreciar desde toda la ciudad de Santiago, y es la protagonista indiscutida de toda foto panorámica tomada a la ciudad.
Destacan en invierno sus cumbres siempre nevadas, en primavera sus laderas verdes hasta los 2000 m s. n. m. y en verano las diferentes tonalidades del material rocoso que lo compone.
Hasta principios de la década de 1980 era posible visitar un glaciar que existía en su cumbre, desgraciadamente por el efecto del calentamiento global este glaciar ha desaparecido. Sin embargo,  aún mantiene otros atractivos, como la laguna de Los Azules que se forma en época de deshielo y que está con agua un par de meses, hasta desaparecer completamente en el mes de diciembre.
Su vegetación está compuesta por flora autóctona. En las quebradas se pueden hallar principalmente quillayes, arrayanes, peumos y boldos, hasta los 1800 m s. n. m., desde esta altura hasta los 2200 m s. n. m. algunas plantas pequeñas. Sobre los 2200 m s. n. m., no existe vegetación. 
Con respecto a su fauna, ésta se encuentra presente durante todo el año, incluso en las cumbres. Se pueden encontrar vizcachas, zorros culpeos, degús (ratón, cola de pincel), cóndores, gallinas ciegas, tiuques y otros.

### Zonas protegidas
El 15 de diciembre de 2006, se creó la reserva ecológica parque natural Aguas de Ramón de 3600 hectáreas en la zona de la quebrada de Ramón, valle de los Quillayes y cascada de Apoquindo.
Otras zonas protegidas de la Sierra de Ramón son: Sendero de Chile, Vallecito, puente Ñilhue, San Carlos de Apoquindo, parque Mahuida, quebrada de Macul, quebrada de Peñalolén, estero el Manzano.

## Principales cumbres
Las principales cumbres que componen la Sierra de Ramón de norte a sur son:
| Cumbres de la sierra de Ramón | Cumbres de la sierra de Ramón |
| Nombre                        | Altura (m s. n. m.)           |
| ----------------------------- | ----------------------------- |
| Cerro Arrayán Sur             | 1202                          |
| Morro Las Papas               | 1380                          |
| Morro de Guayacán             | 1633                          |
| Cerro Alto del Naranjo        | 1890                          |
| Cerro Provincia               | 2750                          |
| Cerro La Cruz                 | 2552                          |
| Morro Tambor                  | 2880                          |
| Cerro Alto de las Vizcachas   | 1871                          |
| Cerro El Abanico              | 2300                          |
| Cerro de Ramón                | 3253                          |
| Cerro Punta de Damas          | 3149                          |
| Cerro Minillas                | 2650                          |
| Cerro Los Azules              | 2324                          |
| Cerro Torrecillas             | 1600                          |